# Художественная школа имени Яниса Розенталя
Художественная школа имени Яниса Розенталя (латыш. Jaņa Rozentāla Mākslas skola) — латвийская специализированная художественная школа. Расположена в Риге, на улице Хамана 2А (новое здание на улице Слокас 52б)  в Пардаугаве. Художественная школа находится в ведении Министерства культуры Латвии. Школа названа в честь художника Яниса Розенталя.
Школа предлагает академические художественные курсы по рисунку, живописи и композиции, а также графику и полиграфию, фотодизайн и мультимедийный дизайн. Школа также предлагает возможность изучать гуманитарные (латышский язык, история, история искусства и культуры) и естественные (математика, естественные науки, основы бизнеса и информатика) предметы.

## История
18 ноября 1896 года губернатор Лифляндской губернии выдал разрешение на создание при Рижском латышском обществе поощрения художников вечерней школы рисования и живописи. В межвоенный период школа была в значительной мере обязана своим существованием предпринимателю Эдуарду Розитису (1876—1943), владельцу Балтийской фабрики красок, который в 1902—1906 гг. преподавал в школе, а с 1928 года стал поддерживать её материально.
В 1936 году школа была присоединена к Рижскому городскому училищу искусств и ремёсел и переименована в Рижскую школу художников Латвийской ремесленной палаты, а с 1940 года — в Рижскую государственную школу изобразительного искусства. В 1946 году Рижской художественной средней школе было присвоено имя Яниса Розенталя.
В постсоветский период школа была в 1998 году преобразована в Колледж искусств, затем в 2002 году вновь стала Художественной школой, а в 2017 году в результате реорганизации вошла в состав Национальной средней школы искусств вместе с Музыкальной школой имени Эмиля Дарзиня и Рижской Домской хоровой школой.